# 東部軍管区教育隊
東部軍管区教育隊（とうぶぐんかんくきょういくたい）とは1943年（昭和18年）8月2日に千葉郡二宮町薬園台（現船橋市薬円台）に作られた現役下士官候補者教育機関の名称である。途中、1944年（昭和19年）からは甲種幹部候補生教育機関となる。隊は当初東部軍教育隊であったが、1945年（昭和20年）2月1日上部団体である東部軍が東部軍管区司令部と改組せられたのに伴い東部軍管区教育隊となる。隊長は大佐を以って補せられ、歩兵教育隊6個中隊と砲兵教育隊2個中隊が属した。
敷地の範囲は、船橋市立薬円台小学校（歩1～2中隊跡）、千葉県立薬園台高等学校（本部跡）、県営住宅（歩3～6中隊跡）、公務員宿舎（砲倉舎・厩舎・倉庫跡）、薬円台公園・郷土資料館（将校宿舎跡）、船橋市立福祉会館（弾薬庫跡）などを含む地域である。
残されている遺構としては、裏門跡の門柱1本が現存のみである（戦後しばらくの間水道塔が現存していたが、倒壊の危険から撤去された。）。

## 人事
東部軍教育隊長
- 恵藤第四郎 大佐：昭和18年8月2日 - 昭和19年6月21日
- 垣内徹 大佐：昭和19年6月21日 - 昭和20年2月1日

東部軍管区教育隊長
- 垣内徹 大佐：昭和20年2月1日 - 廃止

東部軍教育隊歩兵教育隊長
- 広中豊 中佐：昭和18年8月2日 - ?

東部軍教育隊砲兵教育隊長
- 木村竹治 中佐：昭和18年8月2日 - ?

## 隊歌
- 「ああ神州に風荒れて」

作詞：東部軍教育隊将校団　作曲：繁田裕司（後の作曲家、三木鶏郎。当時東部軍管区主計中尉であった。）

## 交通
- 京成松戸線習志野駅から徒歩2分（東部軍管区教育隊裏門跡までの時間）